# Journal of Applied Ecology
Journal of Applied Ecology — британский научный журнал, посвящённый проблемам прикладной экологии с особым рассмотрением проблем управления биологическими ресурсами.  Основан в 1964 году.

## История
Основан в 1964 году. Издаётся издательством Wiley-Blackwell совместно с British Ecological Society, которое также выпускает журналы  Journal of Animal Ecology, Journal of Ecology и Functional Ecology.
Все статьи журнала доступны подписчикам на сайте журнала и издательства Wiley InterScience в интернете.
По итогам 10 лет (1998—2008) по уровню цитирования (Импакт-фактор, Science Citation Index) входит в двадцатку самых значимых журналов в мире в категории экология (из 168 учитываемых и более 300 имеющихся  в этой области).

## Тематика
В журнале Journal of Applied Ecology  публикуются научные статьи по вопросам прикладной экологии, по применению экологических понятий, концепции, теорий, моделей и методов к управлению биологическими ресурсами в их самом широком смысле. Среди основных тем: охрана природы, глобальные изменения в природе, экологическое загрязнение, дикая природа и управление средой обитания, использование и управление наземных и водных ресурсов, экология восстановления, управление популяциями вредителей, сорняков и болезней.